# 帕萨迪纳城市学院
帕萨迪纳城市学院（英文：Pasadena City College，简称PCC），是一所位于美国加利福尼亚州帕萨迪纳的一所社区大学。
该校创建于1924年，共有学生24,932名。校长为何塞·A.·戈麦斯博士 (Dr. José A. Gómez)。2006年10月30日，美国国会议员约翰·凯瑞曾在此演说。